# I855
L'i855 (conosciuto anche con il nome in codice Odem) fu un chipset Intel presentato agli inizi del 2003 per supportare i primi Pentium M Banias.
Proprio insieme al Pentium M Banias, e al modulo wireless Intel PRO/Wireless 2100, l'i855 ha costituito la prima generazione della piattaforma mobile Centrino, chiamata in codice Carmel.

## Caratteristiche tecniche
Il chipset i855, utilizzato solo sulle piattaforme mobile Centrino, era una evoluzione del chipset per il settore desktop i845, utilizzato per i Pentium 4, con delle precise modifiche mirate ad ottimizzarne il consumo massimo e poter quindi essere impiegato con successo in sistemi in cui il risparmio energetico risultava importante.
Dall'i845, venne ereditato il supporto per la RAM DDR-266, sebbene in quantitativo limitato a 2 GB. La scelta di questo tipo di RAM per un sistema portatile era quasi obbligato, dato che il suo consumo era circa dimezzato rispetto alle tradizionali memorie SDRAM. Inoltre il limite di 2 GB per i tempi era ampiamente sovradimensionato, dato che i sistemi portatili in genere montavano 256 MB di memoria. Il BUS era anch'esso limitato a 400 MHz ovvero la frequenza richiesta dall'unico processore supportato, il Pentium M Banias.
Dal punto di vista della connettività, l'i855 poteva essere abbinato solo al southbridge ICH4 che supportava lo standard USB 2.0. Per la connessione delle periferiche di archiviazione era presente il tradizionale controller per 2 canali PATA di tipo UltraATA 100, mentre lo standard audio integrato era quello AC '97 2.1 e la scheda di rete Ethernet non era integrata ma supportata attraverso il BUS PCI.
Tra le caratteristiche specifiche dell'i855, dedicate al miglioramento dell'autonomia del sistema, era presente la gestione dinamica dell'alimentazione del BUS dati, in modo che anche questo potesse essere variato in frequenza nei momenti di inattività della CPU.
Il sottosistema grafico integrato funzionava ad un clock di 200 MHz contro i 166 MHz di quello integrato nella variante i845MP dell'i845, che veniva utilizzato fino a quel momento nei portatili basati sul Pentium 4-M, oltre alla possibilità di gestire 2 display indipendenti.
Le versioni disponibili erano le seguenti:
- i855PM - versione "base"
- i855GM (nome in codice Montara) - supporto del sottosistema grafico

## Il successore
L'i855 supportò anche la seconda generazione del Pentium M, chiamata in codice Dothan, prodotta a 90 nm, e presentata a metà 2004. Si trattava di alcune versioni preliminari di Dothan funzionanti sempre con il BUS a 400 MHz supportato dall'i855. Agli inizi del 2005 venne presentata la seconda generazione della piattaforma Centrino, Sonoma, basate proprio sul processore Dothan ma funzionante con un nuovo BUS a 533 MHz, supportato ufficialmente dal successore dell'i855, il chipset conosciuto come Alviso, in grado anche di offrire supporto allo standard PCI Express.